# Jambrina
Jambrina es un municipio y localidad española de la provincia de Zamora, en la comunidad autónoma de Castilla y León.

## Toponimia
Su nombre se dice que se podría derivar de Jano, Dios romano de las dos caras y de las puertas abiertas, y de «briga», que significa ciudad. Este topónimo ha dado lugar al apellido Jambrina, muy extendido por la provincia de Zamora, por España y Sudamérica. En su casco urbano destaca la iglesia parroquial de Nuestra Señora de la Concepción y una fuente que puede tener origen romano. Son muy características las bodegas, recuerdo de histórica tradición vitivinícola que ahora se está recuperando. Además, se encuentra rodeado de parajes naturales de gran belleza.
El gentilicio de la localidad es jabrinero.

## Geografía
Se encuentra situado en el centro de la comarca de la Tierra del Vino, a 18 km de Zamora, la capital provincial. Limita al norte con Gema y Casaseca de las Chanas, al sur con Santa Clara de Avedillo y Fuentespreadas, al este con El Piñero y Gema, y al oeste con Peleas de Abajo. El término municipal se encuentra a una altitud de 713 metros.
| Noroeste: Casaseca de las Chanas | Norte: Gema         | Noreste: Gema           |
| Oeste: Peleas de Abajo           |                     | Este: Gema - El Piñero  |
| Suroeste Santa Clara de Avedillo | Sur: Fuentespreadas | Sureste: Fuentespreadas |

### Hidrografía
La localidad se encuentra situada situado junto a la ribera del arroyo Jambrina.

### Naturaleza
Este territorio ha debido de ser desde antiguo un hábitat idóneo para la supervivencia de numerosas especies. Este es el caso de la tortuga fluvial (Neochelys aff. salmanticensis) fosilizada que se encontró en la cuneta de un camino a 2 km al sur de Jambrina y que vivió durante el tramo medio del Eoceno medio, hace unos 42 millones de años. De su patrimonio natural destaca el paraje conocido como «La Negrillera», totalmente denso de vegetación en algunos periodos. Está incluido en el ZEPA Llanuras del Guareña, espacio protegido por presencia de especies como el aguilucho pálido, el aguilucho cenizo, la avutarda y el sisón.

## Historia

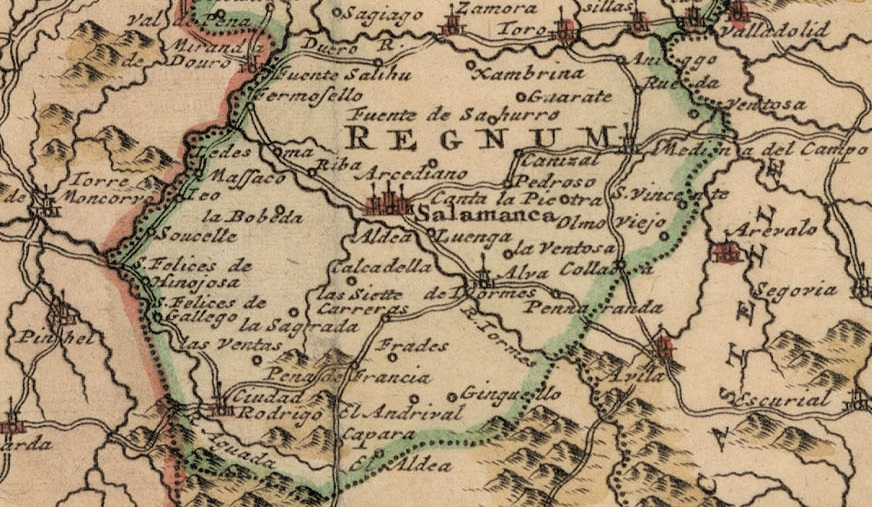
Detalle del mapa Nouvelle Carte d'Asturie, Galice et Leon, de principios del, en que se puede observar Jambrina.

La fertilidad de estas tierras hizo que fueran pobladas por el hombre hace miles de años. Un ejemplo es el paraje de «El Canchal» o «Las Marquesas», situado a un kilómetro al norte de Jambrina, donde se han encontrado materiales cerámicos, de hueso y de piedra del bronce inicial. Se trata de un yacimiento similar al existente en otros cercanos como el de «Las Pozas» en Cazurra o del «cerro del Ahorcado» en Madridanos. La cerámica está decorada con temas de ondas escobilladas o en peine, tetones y profundas escocías y acanaladuras profundas en los bordes, encontrándose varios coladores. En material de hueso se han encontrado una espátula, una varilla con incisiones geométricas, hachas pulimentadas y sierras. El horizonte es precampaniforme, posiblemente del período calcolítico (entre el 2000 y el 1800 antes de Cristo).
En su término se encuentra el paraje de «La Mañana» que situado al oeste del pueblo fue ya nombrado como despoblado por Madoz. El significado de su nombre se relaciona con la raíz prerromana «manna-», con el valor de ‘estéril, baldío’ que unos relacionan con ‘terreno sin cultivar, no fructífero’ y otros con o ‘estéril; el que muere sin dejar sucesión’.
En la Edad Media, la localidad de Jambrina quedó integrada en el Reino de León, siendo repoblada por sus monarcas, quedando encuadrada durante toda la Edad Moderna en el Partido del Vino de la provincia de Zamora, tal y como reflejaba en 1773 Tomás López en Mapa de la Provincia de Zamora. En todo caso, a comienzos del siglo XIX pervivían aún una heterogeneidad de jurisdicciones de señoríos eclesiásticos, seculares y de realengo, hecho que motivaba que Jambrina, pese a integrarse en dicho partido y provincia para la representación en Cortes, no correspondía a la jurisdicción de Zamora estrictamente, pues era perteneciente a la jurisdicción de señorío.
No obstante, al abolirse los señoríos y crearse las actuales provincias en 1833, la localidad de Jambrina quedó encuadrada en la provincia de Zamora, dentro de la Región Leonesa, integrándose en 1834 en el Partido Judicial de Zamora.

## Geografía humana

### Demografía
Cuenta con una población de 149 habitantes (INE 2024).
| Gráfica de evolución demográfica de Jambrina entre 1842 y 2021                                                        |
| |
| Población de derecho según los censos de población del INE. Población de hecho según los censos de población del INE. |

### Economía
Sus habitantes viven de la agricultura y la ganadería, con cultivos de remolacha, maíz, girasol, o viñedo -ya escaso- como en tantos otros puntos de Tierra del Vino. En general predomina el regadío y los productos hortofrutícolas para consumo propio. De la ganadería destaca el vacuno y el porcino minoritario, sin presencia de ovino, puesto que en otra época este municipio fue zona de pastoreo de verano en régimen de arrendamiento de pastos.
Jambrina es conocida por su piedra arenisca, de características muy similares a las de Villamayor en Salamanca. Se extrae de forma esporádica de una pequeña cantera, en la que hay un nivel de arenisca limosa de grano fino y otro arcósico de grano fino-grueso.

## Símbolos
El escudo y la bandera municipal fueron aprobados por el pleno del ayuntamiento de Jambrina en su sesión del 18 de diciembre de 2002. El escudo heráldico del municipio se representa conforme a la siguiente descripción textual o blasón:

Escudo Heráldico: Escudo cortado. 1.º de plata, fuente piramidal de gules. 2.º de oro, racimo de uvas de sinople. Bordura general de azur cargada de doce estrellas de cinco puntas de plata. Al timbre Corona Real cerrada.
Boletín Oficial de Castilla y León nº 5 de 9 de enero de 2003

La descripción textual de la bandera es la que sigue:

Bandera Municipal: Bandera rectangular de proporciones 2:3, formada por un paño blanco que tiene una bordura azul con doce estrellas blancas de cinco puntas.
Boletín Oficial de Castilla y León nº 5 de 9 de enero de 2003

## Administración y política
| Periodo   | Nombre                    | Partido |
| --------- | ------------------------- | ------- |
| 2007-2011 | María Luisa Bailón Bailón | PP      |
| 2015-2019 | Rafael Calvo García       | PP      |

## Monumentos y lugares de interés

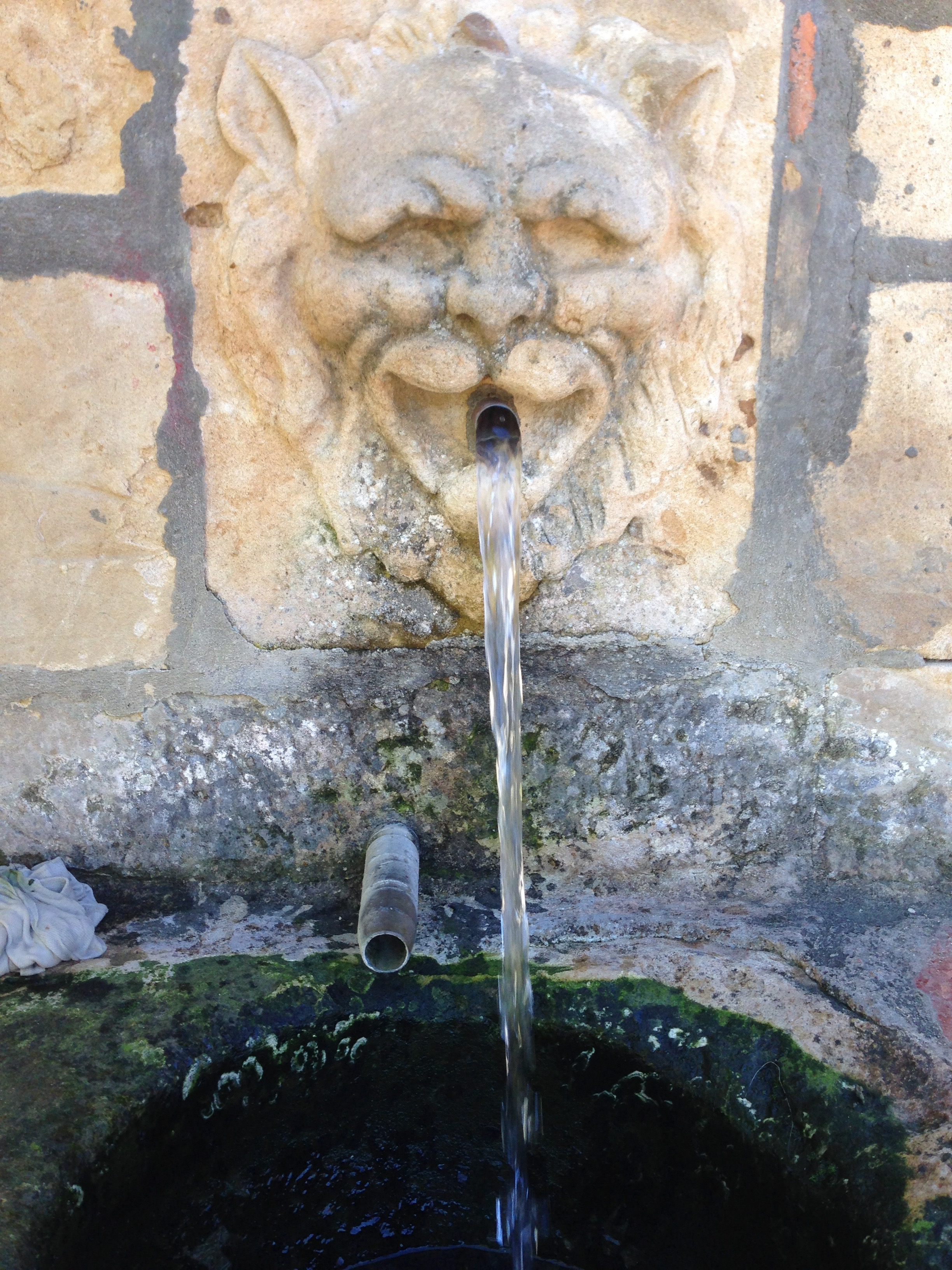
Detalle de la fuente romana.

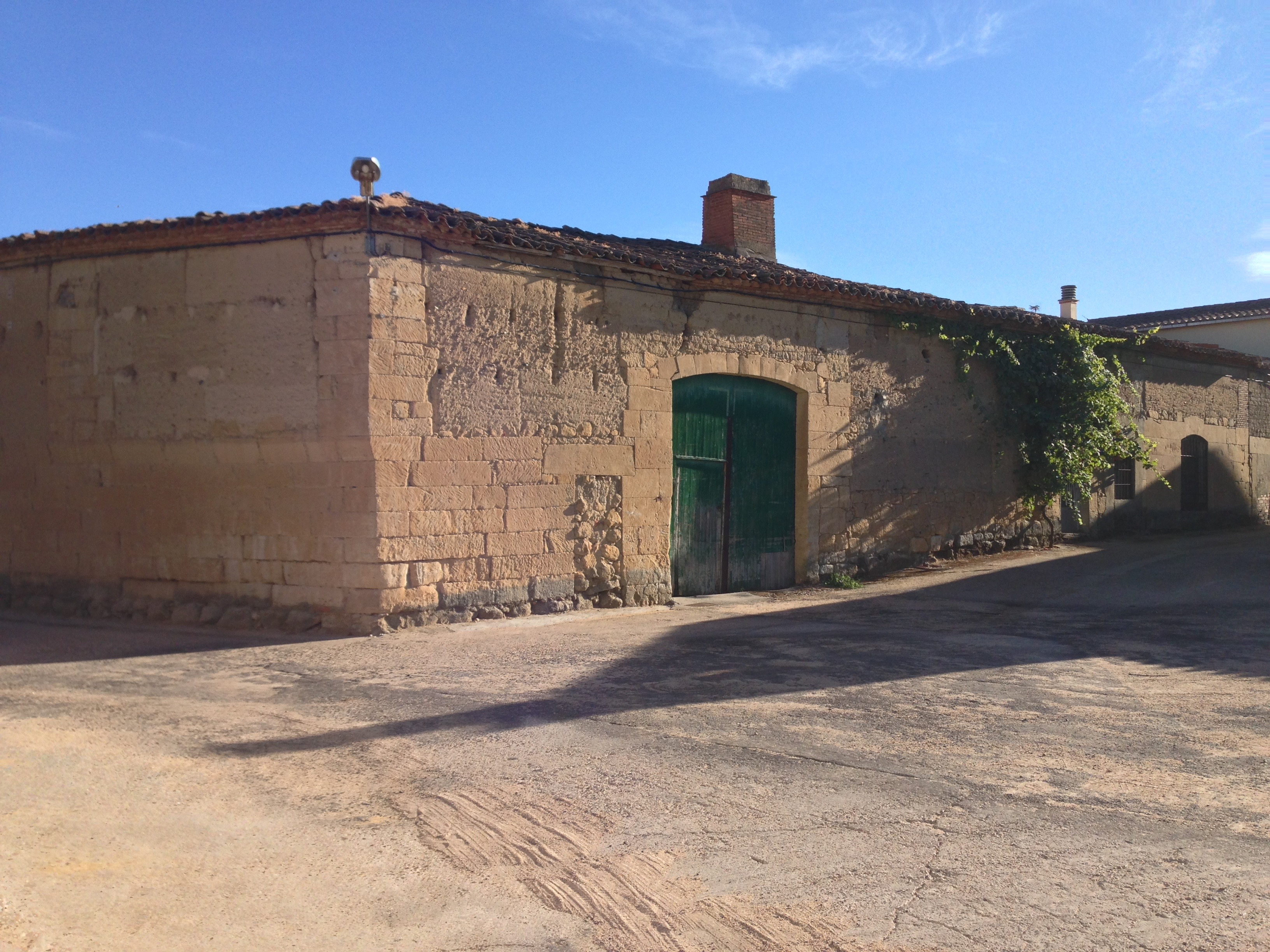
Construcción típica de la zona combinando sillería y tapial.

En su casco urbano destaca la iglesia de Nuestra Señora de la Concepción. Tiene nave única de tres tramos, con bóvedas de medio cañón y lunetas sobre arcos fajones. La capilla mayor es más estrecha, cuenta con una bóveda de arista, y fue añadida posteriormente. Destaca su retablo mayor -del XVII- con 6 relieves de valor que representan la Presentación y Adoración a los reyes, la Huida de Egipto, la Coronación de la Virgen, El nacimiento y La Anunciación. Otras 15 tablillas colocadas en el altar mayor a posteriori, y datadas en el XVII, representan los misterios del Santo Rosario. El retablo barroco lateral derecho -con dos columnas- incluye dos imágenes de San Juan Bautista y San Antonio Abad respectivamente.
De su caserío destacan diversas casas señoriales de piedra repartidas por algunas de sus calles. Existe también una fuente, llamada «El Lavadero», que se presume de origen romano. También son muy características las bodegas, recuerdo de un pasado vitinícola que ahora se está recuperando.

## Cultura

### Gastronomía
Alubias con carne, lentejas con chorizo, cocido, y embutidos -junto a verduras y frutas de las huertas- se entremezclan en la gastronomía local, que también se basa en carnes de vacuno o procedentes de la caza en segundos platos.

### Fiestas
En agosto celebran una semana cultural, con teatro, música, deportes, actividades taurinas y de la más diversa índole. El 31 de enero se celebra San Geminiano, con la tradicional subida de los niños pequeños al paso del Santo. El 8 de diciembre se celebra la Inmaculada Concepción.